# 石山本願寺
石山本願寺（いしやまほんがんじ）は、戦国時代初期から安土桃山時代にかけて摂津国東成郡生玉荘大坂にあった浄土真宗の寺院。なお、当時は大坂本願寺を主とし、大坂、大坂城などとも呼ばれていたが石山本願寺などとは呼ばれていないとする説がある。
他の本願寺と比較した際の特徴は、本山・石山本願寺を中心に防御的な濠や土居 で囲まれた「寺内町」を有する点である。

## 概要
天文2年（1533年）に本願寺教団の本山となって以後発展し、戦国の一大勢力となったが、織田信長との抗争（石山合戦）の末、天正8年（1580年）に顕如が明け渡し、その直後に焼失した。
寺地は上町台地の北端にある小高い丘だった。その北で淀川と旧大和川が合流しており、その付近にあった渡辺津は、淀川・大和川水系や瀬戸内海の水運の拠点で、また住吉・堺や和泉・紀伊と京都や山陽方面をつなぐ陸上交通の要地でもあった。台地にそった坂に町が形成されたことから、この地は「小坂（おさか）」、後に「大坂」 と呼ばれたという。同寺建立以前は、古墳であったとも言われ、生国魂神社の境内であったともいわれている。同神社は太古からの神社であるため、この地が太古の磐座であったとの説もある。なお、同神社は後の大坂築城の際に上町台地西麓の現在地へ遷座されている。
石山本願寺は、堀、塀、土居などを設けて要害を強固にし、武装を固め防備力を増していき、次第に「寺内町」が形成されていたと考えられている。

## 沿革

### 大坂御坊時代

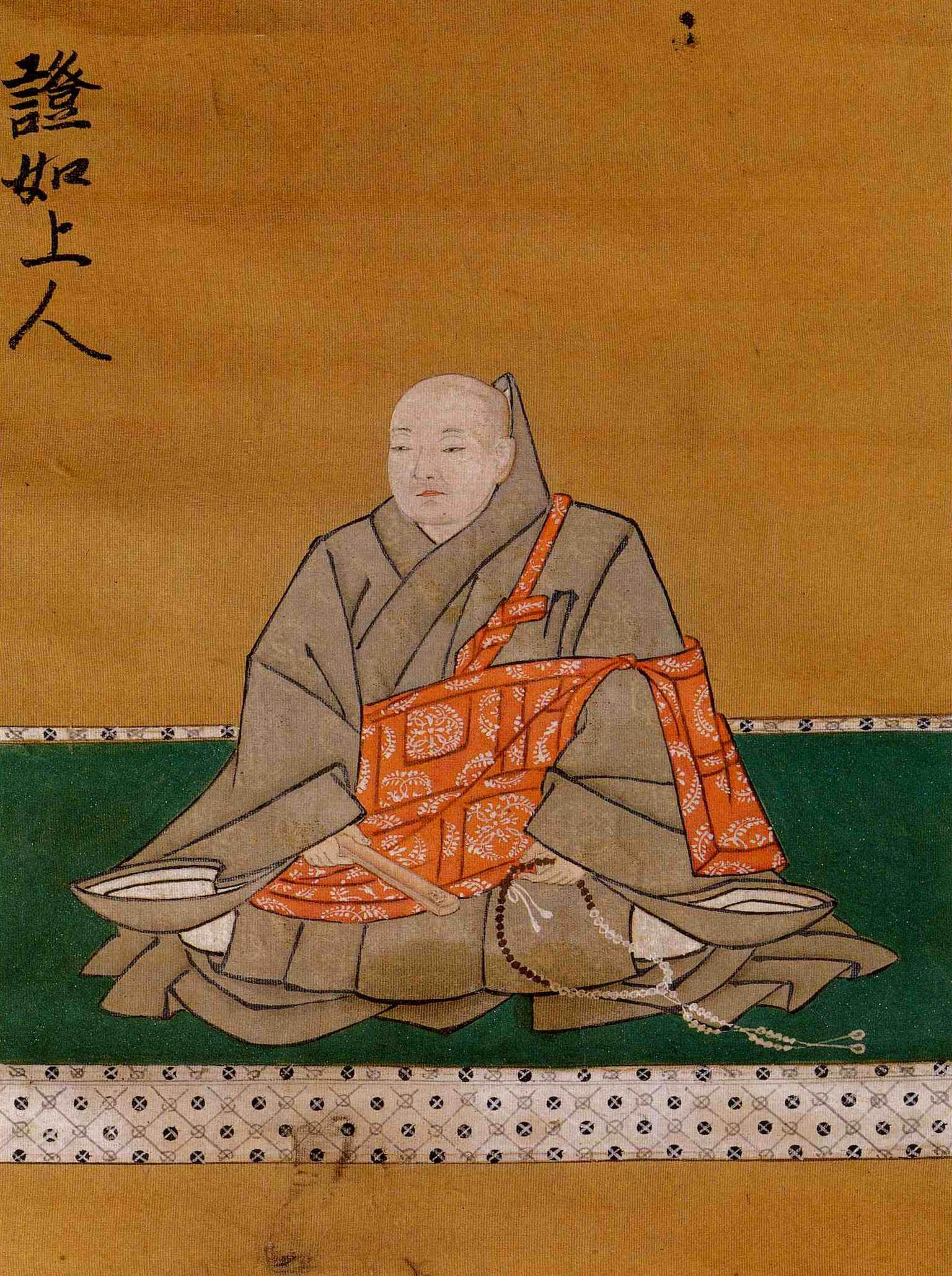
証如影像

蓮如は延徳元年（1489年）に法主を実如に譲り、自身は山科本願寺の南殿に隠居した。しかし、布教活動は引き続き盛んに行い、大坂周辺へも年に何回か行き来し、明応5年（1496年）9月に坊舎（大坂御堂）の建設が開始され、これが後に石山本願寺となった。
建設は堺の町衆、摂津、河内、和泉、北陸の門徒衆の援助を得ながら、翌明応6年（1497年）4月に上棟があり、同年11月には総石垣の扉御門が出来、要害の寺院が完成した。蓮如は今までいくつかの坊舎を建設したが、『日本都市史研究』によると、その中でも大坂御坊がもっとも美しいものであったという記録がある、としている。なおこれに伴い建設された寺内町が現在に繋がる大坂の町の源流になったとされる。
生玉荘と呼ばれていた当地が、なぜ「石山」と呼ばれるようになったのか、理由は明確になっていないが、蓮如の孫である顕誓が永禄11年（1568年）に書いた史料によると、
| 「        | 明応第五ノ秋下旬蓮如上人（中略）一宇御建立、其始ヨリ種々ノ奇端不思議等コレアリトナン。マヅ御堂ノ礎ノ石モネカネテ地中ニアツメヲキタルガ如云々 | 」 |
| —反故裏書 | |    |

と記されている。これによると、そのまま礎石に使える大きな石が土中に多数揃っていたという不思議な状況に因んで、石山と呼称したようになったのであろうとしている。なお、後年の発掘調査の結果、大坂城址一帯は難波宮の比定地にもなっている。
これに対して、吉井克信が「石山」の名称が用いられるようになったのは石山本願寺が無くなった後の近世（江戸時代）以降の表現であり、「大坂本願寺」が当時用いられていた名称であるとする説 を唱えており、これを支持する研究者の間では「石山戦争」を「大坂本願寺戦争」と呼び変える動きがある。
蓮如の後継者実如は、細川政元と畠山義豊との明応の政変以降の戦いに対して、細川政元から強く参戦を求められていた。永正3年（1506年）に実如は、摂津、河内の門徒衆の反対を押し切り、本願寺として初めて参戦した。
これ以降、本願寺は武装化していき武士勢力との抗争が始まっていく。
享禄5年（1532年）5月、河内守護代木沢長政が守護職を乗っ取ろうとしていることが発覚し、河内守護である畠山義堯による飯盛山城への攻撃が再開された。畠山勢には三好元長、筒井氏も加わった。そこで実如の後継法主証如は、細川晴元からの救援の要請に応じて大坂御坊により門徒衆2万兵を率いて参戦し、翌月6月には、攻囲軍を退散させた(飯盛城の戦い)。さらに一向一揆は法華宗徒であった三好元長を堺まで追い回し、自害に追いやった。その間にも参集した門徒は10万人まで集まったと伝わる。しかし、ここで解散せずに大和へも乱入した一向一揆に危機感を覚えた晴元が、天文に改元後の同年8月初旬から本願寺の末寺や大坂御坊に攻撃を仕掛けてきた。更に晴元からの要請に応じた法華一揆衆や近江守護六角定頼によって、同年8月23日に3万から4万の兵で包囲された山科本願寺は、寺内町共々焼き討ちに遭って焼失してしまう(山科本願寺の戦い)。

### 石山本願寺時代

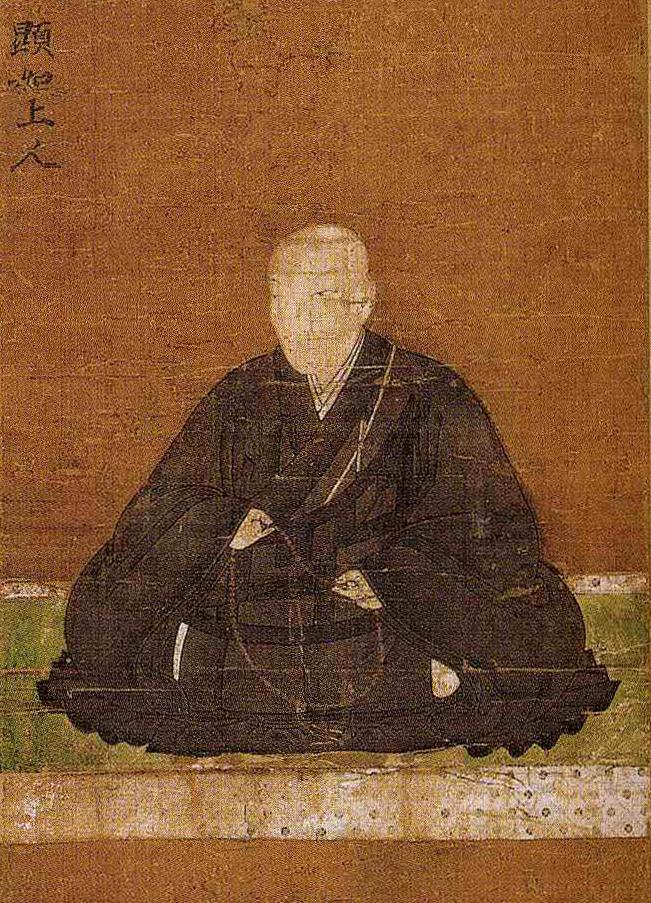
顕如影像

この時証如は大坂にいたが、このまま寺基を移し石山本願寺時代が始まった。山科本願寺から持ち出された祖像が転々とし、ようやく翌天文2年（1533年）7月25日に鎮座した。この年が築城年にされているのは、この鎮座の時期が理由とされている。
この間も晴元と本願寺との戦いは続き、木沢長政や三好長慶らが石山本願寺攻めに加わり、本願寺では坊官の下間頼盛が指揮官として赴任し、紀伊の一向門徒衆にも援軍を要請したりしていたが、天文4年（1535年）11月末、山科本願寺の戦いから約4年後、ようやく両者で和議が成立する。下間頼盛は一揆を扇動した罪で兄の下間頼秀と共に本願寺から追放され、後に暗殺された。
細川晴元らとの抗争の中で本願寺は寺領を拡大し、城郭の技術者を集め、周囲に堀や土塁を築き、塀、柵をめぐらし「寺内町」として防備を固めていった。このように石山本願寺は証如時代にすでに要害堅固な城郭都市に至ったと考えられている。また、本願寺は毎年比叡山延暦寺に末寺銭を払っているが、隣接している法案寺から寺地を買い取った際は法案寺に金銭を支払っている。そして本願寺の境内地自体が相国寺塔頭鹿苑院の所有なので、本願寺は法案寺を通じて鹿苑院に地子銭を支払っていた。
証如から顕如の時代となり、西日本、北陸地域の一向宗徒の勢力と、富の蓄積も拡大していった。イエズス会所属ガスパル・ヴィレラの永禄4年（1561年）8月の手紙に、
| 「                        | 日本の富の大部分は、この坊主の所有である。毎年、はなはだ盛んな祭り を行い、参集する者ははなはだ多く、寺に入ろうとして門の前で待つ者が、開くと同時にきそって入ろうとするので、常に多くの死者をだす。（中略）夜になって坊主が彼らに対して説教をすれば、庶民の多くは涙を流す。朝になって鐘を鳴らして朝のお勤めの合図があると、皆、御堂に入る。 | 」 |
| —ガスパル・ヴィレラの手紙 | |    |

と報告されるほど本願寺は多数の門徒とその門徒がもたらす財力を有していたことがわかる。
証如期には中央権門や戦国大名家への外交も展開されており、中央権門では天皇・公家衆へ接近を強め、東国の戦国大名家では甲斐国の武田氏、相模の北条氏康・北条氏政 親子と親交を結ぶ。そして三条公頼の三女教光院如春尼を、法敵ともなっていた六角定頼の息子六角義賢の、続いて細川晴元の養女としたうえで顕如の正室に迎え入れ、戦国大名と同盟を結んで基盤の安定を整えていた。

### 石山合戦と廃城

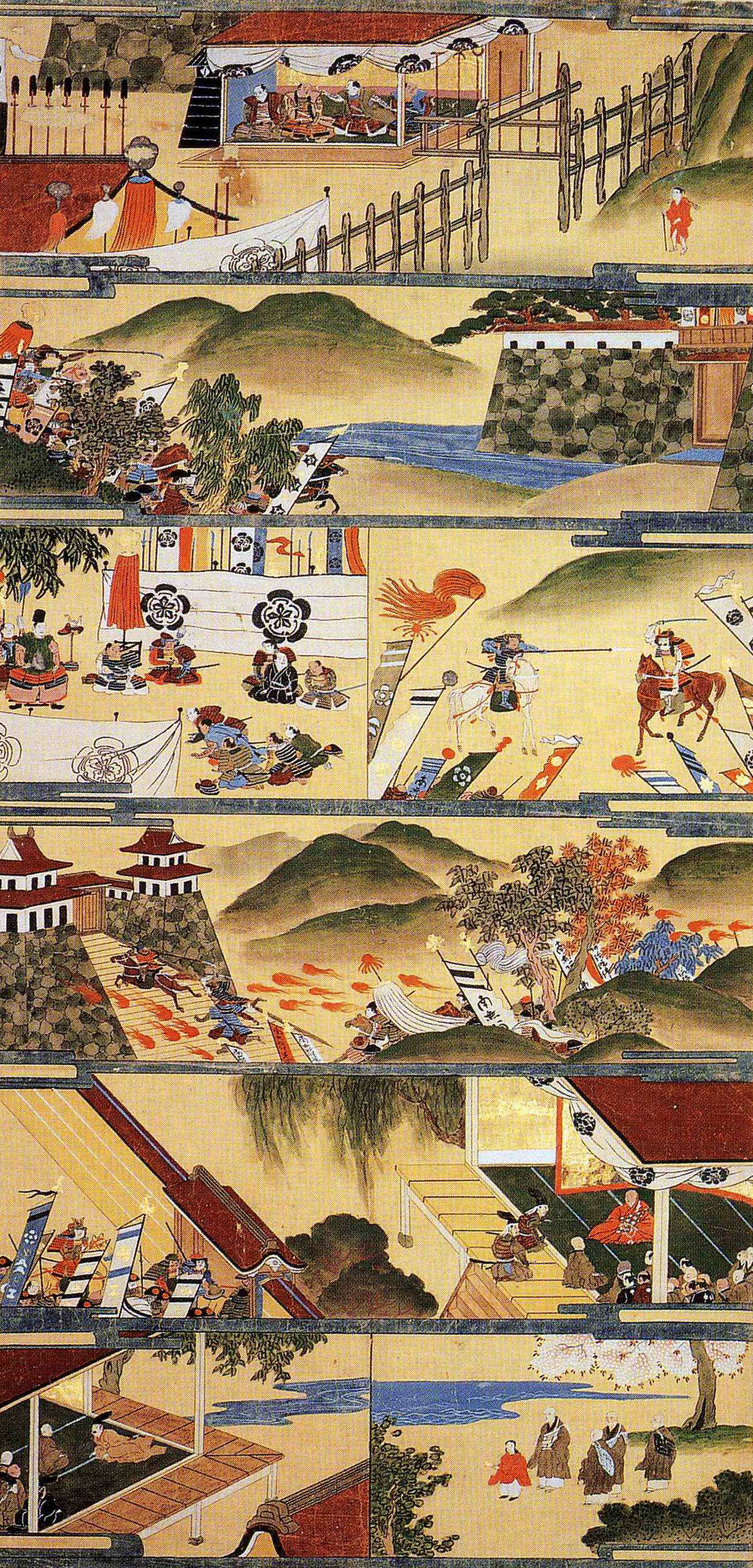
石山合戦絵伝 第一幅
成宗寺蔵

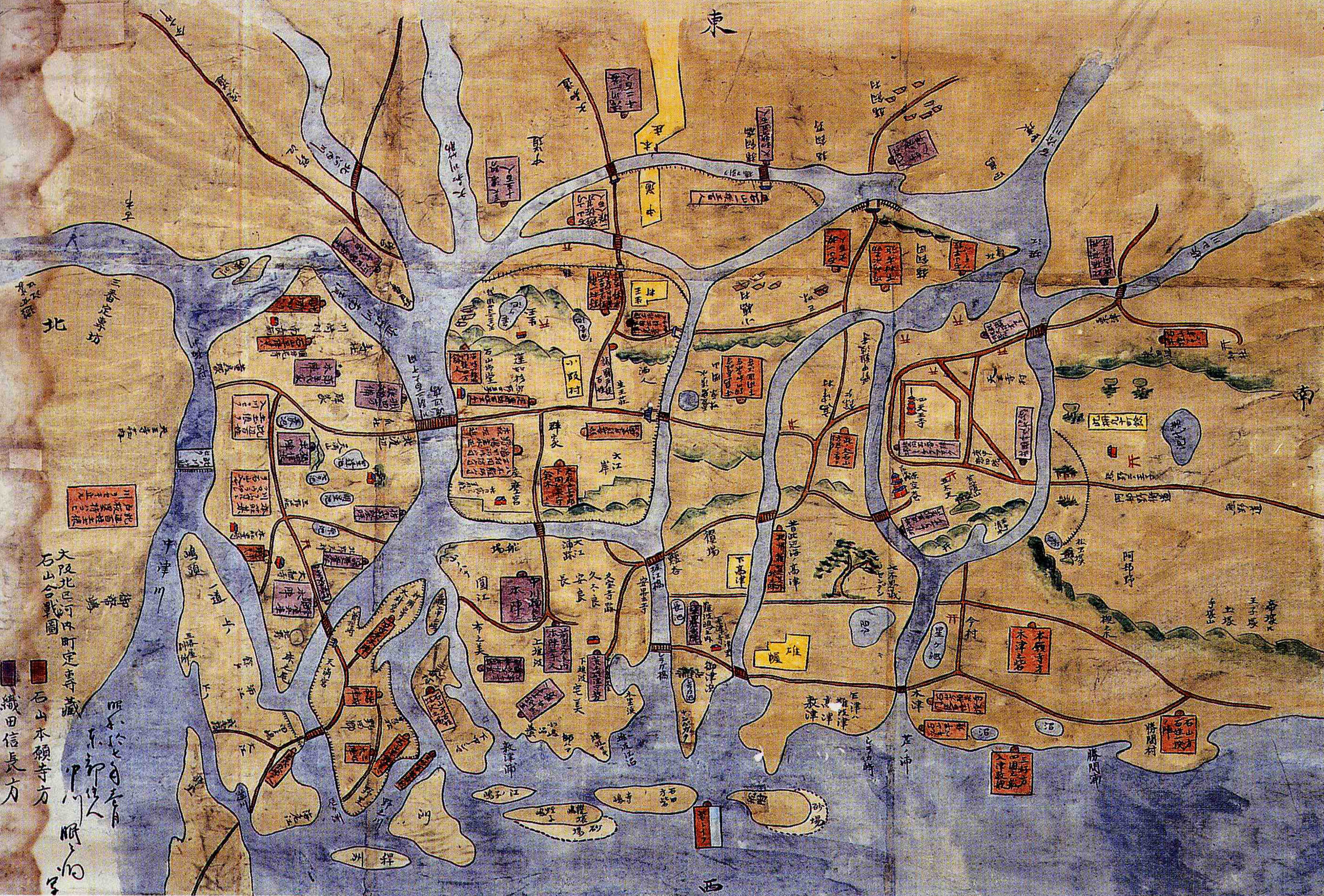
石山合戦図（写）
和歌山市立博物館蔵

織田信長は上洛直後の永禄11年（1568年）に本願寺に対して矢銭5千貫を要求した。また元亀元年（1570年）正月に石山本願寺の明け渡しを要求したと言われている。これに対して顕如は全国の門徒衆に対して、石山本願寺防衛のため武器を携え大坂に集結するように指示を出した。同盟軍で三好三人衆軍が織田軍と戦っている最中に、打倒信長に決起したのが同年9月12日であった。
ここから石山合戦が蜂起し、これ以降石山本願寺と織田信長の戦いは、連続した戦闘だけではなく、和睦戦術を交え途中断続し、両勢力とも同盟勢力の拡大をはかりながら11年間続いた。

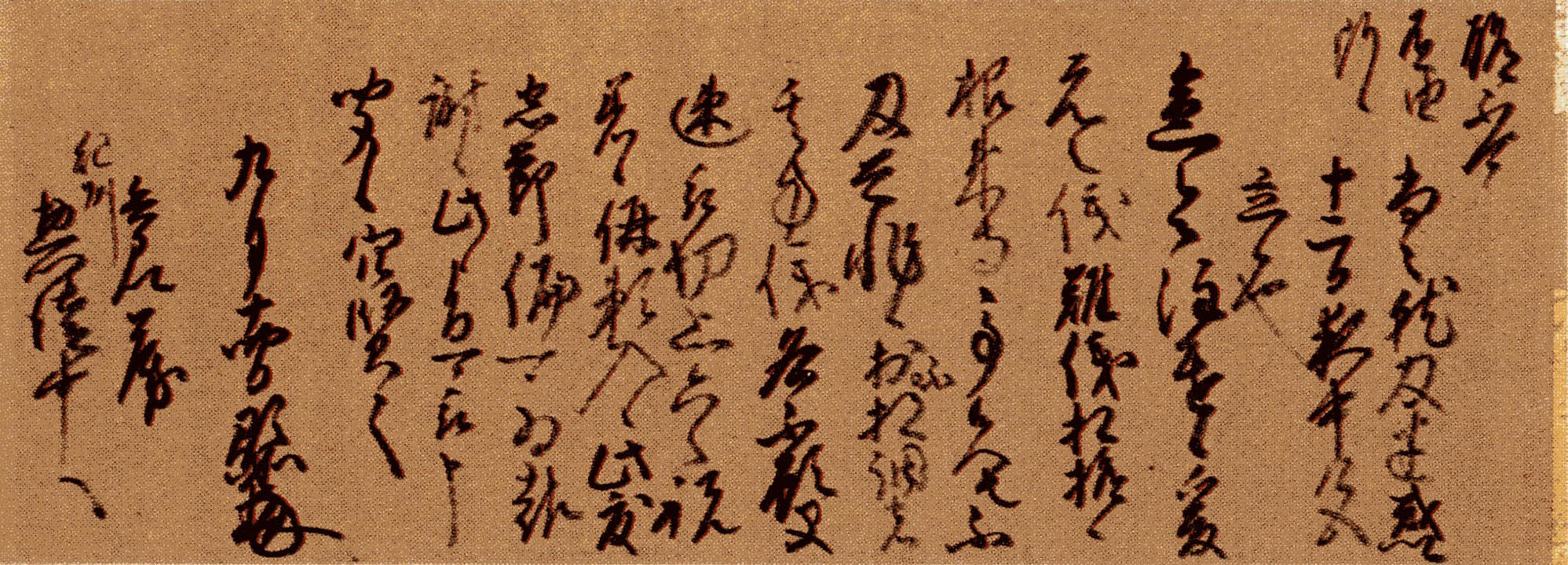
紀州惣門徒中に向けた檄文
西本願寺所蔵

まず、織田信長は、天正元年（1573年）8月20日に「一乗谷城の戦い」において朝倉義景率いる朝倉軍を追撃して滅亡させる。同年9月1日には、「小谷城の戦い」において、居城の小谷城に籠城した浅井長政を滅亡させる。本願寺勢力は同盟関係にある朝倉義景と浅井長政を失うことによりより苦しい状況に追い込まれる。
続いて信長は、一向一揆に対して殲滅戦を開始する。天正2年（1574年）9月に長島一向一揆を平定、天正3年（1575年）8月に越前一向一揆を平定する。信長によるこれらの殲滅戦によって、本願寺は次第に追いつめられていった。同年10月に顕如は戦局好転の一時的な手段として信長に有利な和睦を申し入れ、信長は受け入れた。この時信長は、武田勝頼や毛利輝元などに挟撃されかねない状態であったため、戦略的にも有利な和睦の申し入れだった。
しかし天正4年（1576年）、顕如は各地の門徒衆に檄文を送り応援を求める。そして、食糧を蓄えたり、弓や鉄砲などの武器を集めたりするなど信長に対して臨戦態勢でいた。
顕如は天正4年（1576年）5月7日に天王寺砦の戦いにおいて一旦は信長軍を追い込むものの敗れている。信長は大坂の周辺に10ヵ所の付城を造るように命じ、尼崎城、大和田城、吹田城、高槻城、茨木城、多田城、能勢城、三田城、花隈城、有岡城が築城され、兵糧攻めに出る。また住吉方面の沿岸にも砦を設け海上を警固した。本願寺勢力はこれに対抗し守口、野江、難波、木津などに出城を構え籠城戦に入る。しかし信長による一揆の平定により、諸国の門徒からの救援は乏しく、寺内町として発展していた石山本願寺は食糧不足に陥る。

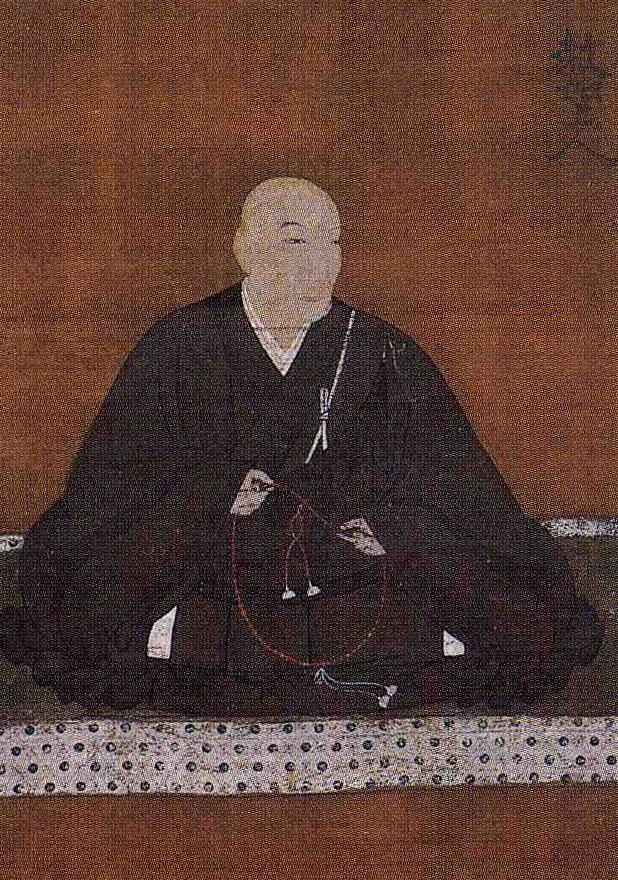
教如影像

食糧不足を打破するために、顕如の長子である教如は、備後鞆の浦に向かい、信長によって京都から追放されていた室町幕府第15代将軍足利義昭の仲介を得て、毛利輝元に石山本願寺に対する援助を要請した。天正4年（1576年）7月、毛利水軍は雑賀衆とも合流し、石山本願寺へ兵糧搬入しようとする。木津川河口で織田水軍が阻止しようとするものの打撃を受け撤退し、兵糧搬入は成功した。（第一次木津川口の戦い）しかし天正5年に雑賀衆が信長に降伏。天正6年には、毛利水軍も鉄甲船6隻を擁する九鬼嘉隆の九鬼水軍に敗れる。（第二次木津川口の戦い）これらの敗戦により制海権が奪われ、石山本願寺への補給路を断たれ、厳しい籠城戦を強いられることになる。

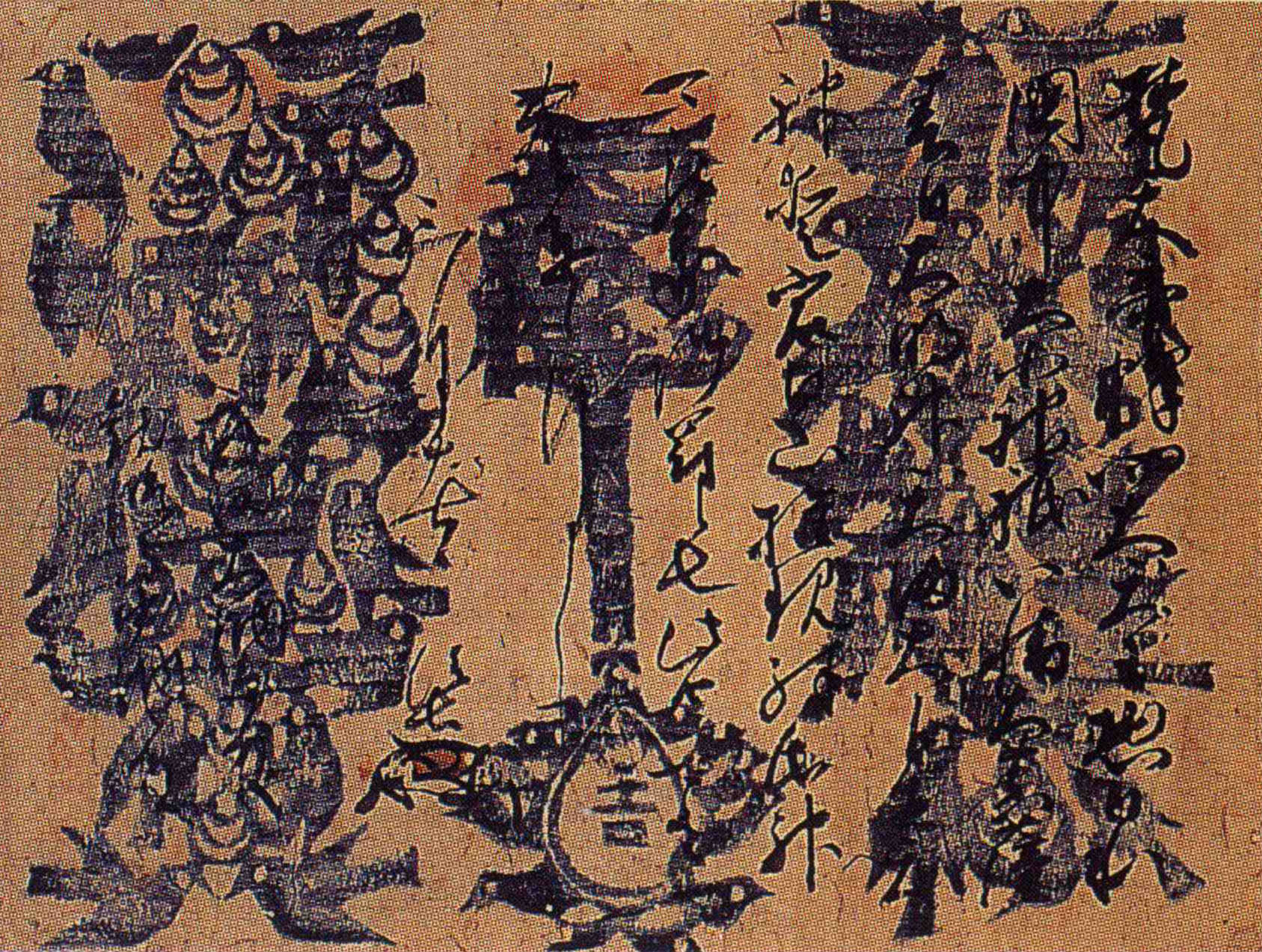
正親町天皇が命じた勅命講和

天正8年（1580年）閏3月5日、正親町天皇の勅令により立入宗継が調停に出向き、双方の和議が成立する。同年4月9日顕如は鷺森別院に向けて退去する。退去を拒んだ雑賀衆の一部とも講和、同年8月2日に石山本願寺を明け渡し雑賀へ向った。顕如の長男である教如が退去した直後に堂舎・寺内町が炎上して灰燼に帰した。二日一夜炎上し続けたと伝わっている。石山本願寺は、織田軍の長期の攻撃にもかかわらず、武力で開城される事は無かった。「いくつかの要因があるにせよ、最大の理由として、城郭そのものが難攻不落の名城であったことを挙げねばならない」と解説されている。
興福寺の塔頭多聞院の院主で学侶の英俊は、天正8年8月5日付の日記に
| 「              | 渡りて後に焼くるように用意しけるが 無残二日一夜 明三日までに皆々焼け了りぬ | 」 |
| —『多聞院日記』 |                                                                            |    |

とあり、教如による意図的な放火との見方を記している。
その後豊臣秀吉が跡地に大坂城を築き、城下町を建設したため、石山本願寺の規模や構造などはほとんどわからなくなってしまった。

## 石山本願寺と寺内町の構造

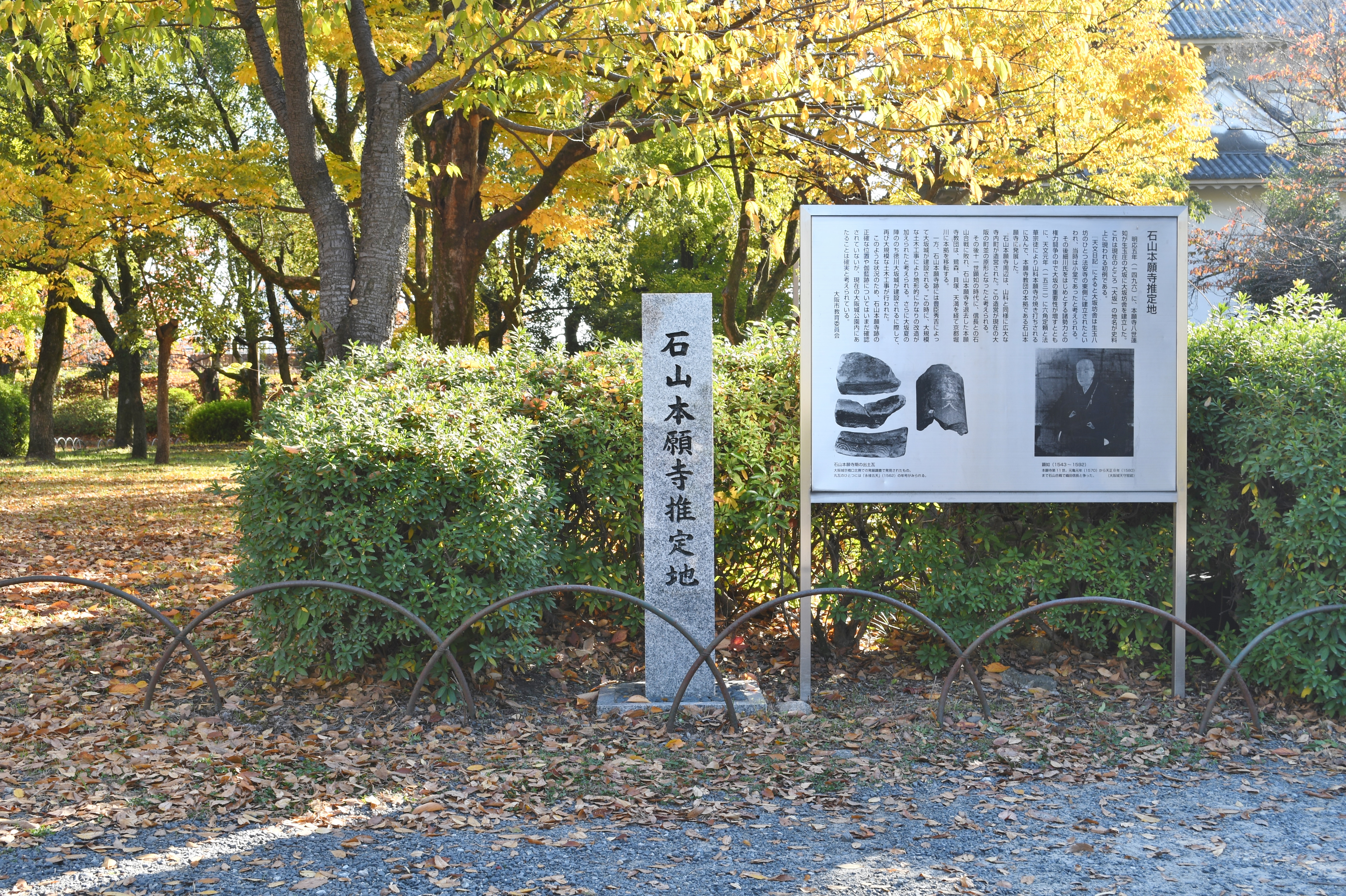
石山本願寺推定地碑（大阪城二の丸）

「要害の地に占め、寺院とはいえ堀と土居に囲まれ、まさに堂々とした城郭であった」とされている。石山本願寺は、「門前町」が栄える本山・本願寺ではなく、本山・大坂御坊を中心に濠や土居で囲まれた「寺内町」を有する一種の環濠城郭都市であった。

### 立地
1927年（昭和2年）発行の『大阪市史』には、石山本願寺には大坂城本丸周辺と記されており、それがながらく定説となっていた。しかし1953年（昭和28年）に発行された『大坂城の研究』により法円坂に造営されていたという新説が発表され、翌1954年（昭和29年）同じく山根徳太郎によって発行された「大坂城址の文化史的研究」の論文にも更に法円坂説を補強する説が発表され、2案併記される状態となった。しかし1977年（昭和52年）に発行された『石山本願寺と法安寺』の論文では、『大坂城の研究』や「大坂城の文化史的研究」で提示された論拠を一つ一つ否定し、本丸、二の丸周辺説を強固なものとした。これを基に『日本城郭大系』では「これによって、石山本願寺の所在地をめぐる論争に一応の決着がついたかにみえる」と結論付けている。

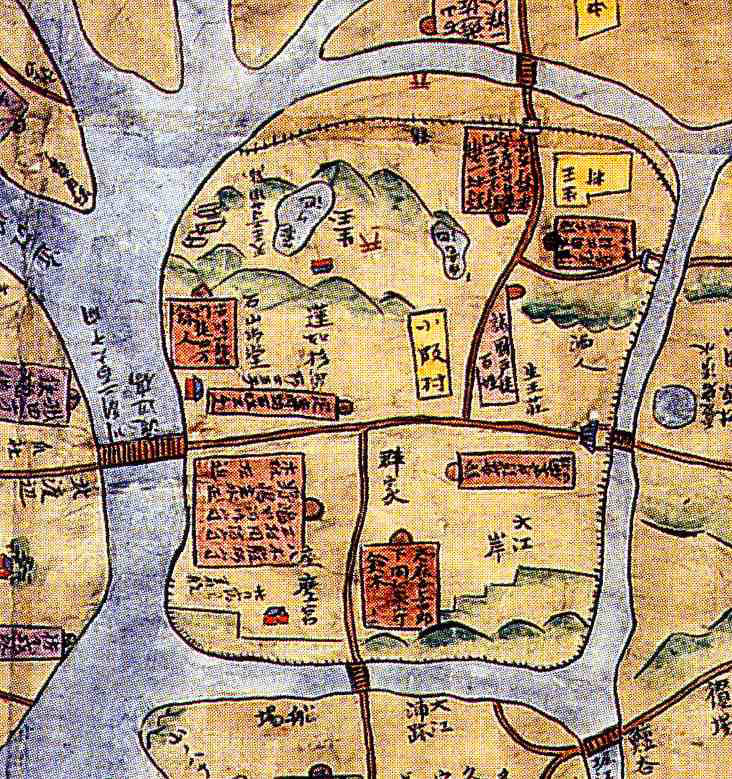
石山合戦配陣図の本願寺部分拡大図/和歌山市立博物館蔵

大坂御坊時代の坊舎が建っていた地は、淀川河口の要港渡辺津に近く、景勝、要衝の地であったと思われ、『本願寺史』には、
| 「        | 宗主は山科から堺に赴く場合、淀川を船で下り、渡辺の津で上陸し、爾後乗馬で南下するのが例であったから、その途次この地に着目し、法案寺に立ち寄り、ついに坊舎の建設となったものであろう。この地は、北は淀川、東は大和川に囲まれた小高い丘陵で、景勝のちであると共に要害の地でもあり、また瀬戸内海への水上交通の要衝である | 」 |
| —本願寺史 | |    |

と記されている。また、蓮如の十男実悟が書いた『拾麈記』には、
| 「      | 摂津国東成郡生玉庄内大坂御坊ハ、明応第五秋九月廿四日ニ御覧始ラレテ虎狼ノスミカ也。家ノ一モナク畠ハカリナシリ所也 | 」 |
| —拾麈記 | |    |

とある。人跡未墾の地であったという表現は誇張されたものてある程度は集落があったとの指摘もあるが、『摂津石山本願寺 寺町の構成』(1984 建築史学 3)では「仮に集落があったとしてもそれは無視しうる程度のものであり、むしろ実悟の伝えるような状況こそが初期寺内町の立地に共通する一つの特色を示しているのではないかと考える」とし、他の寺町の例からも、建設前の大坂御坊は統治されない寒村以下の状態であった可能性を指摘している。

### 規模

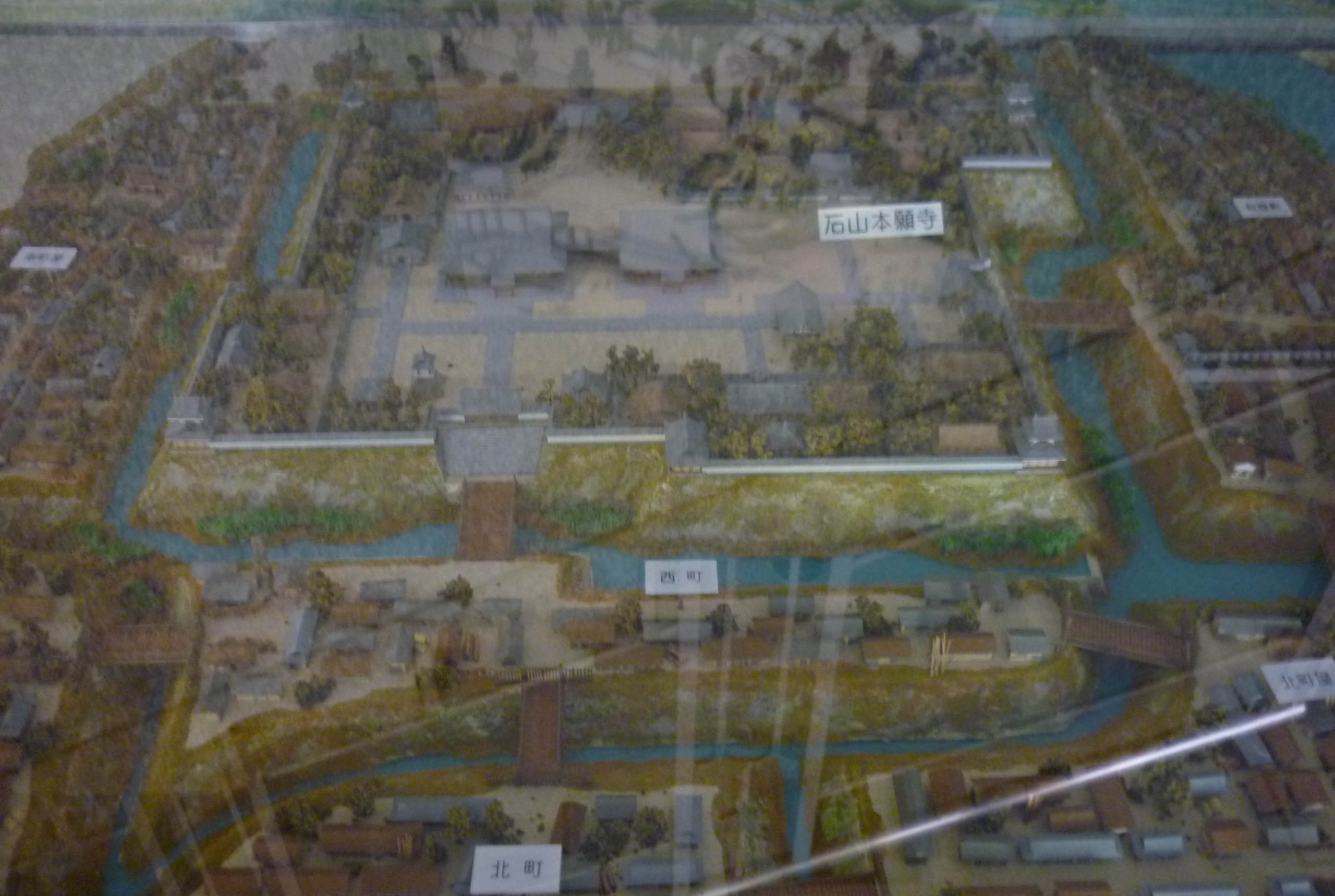
大坂本願寺寺内町想像復原模型
真宗大谷派難波別院蔵

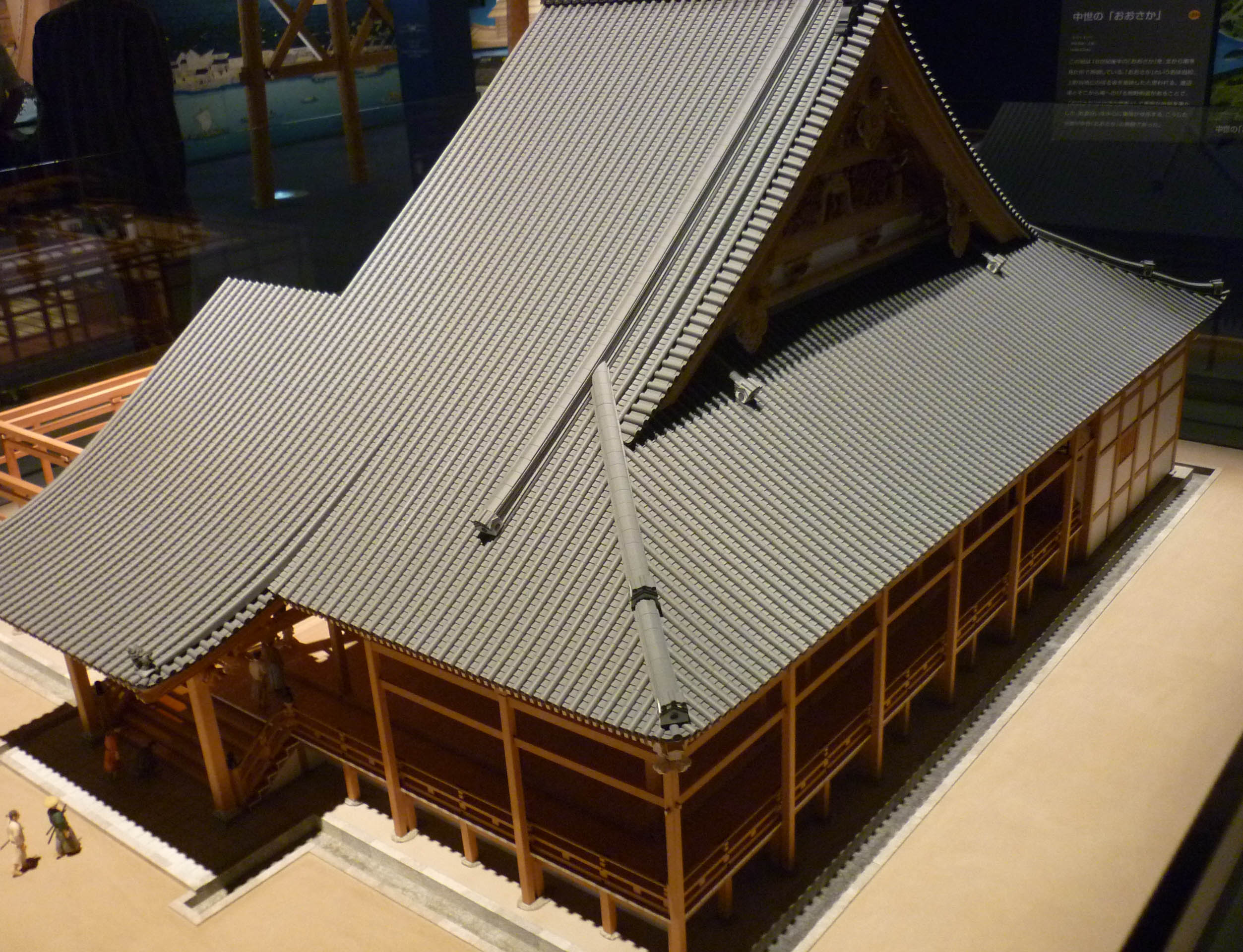
大坂本願寺復元模型
大阪歴史博物館蔵

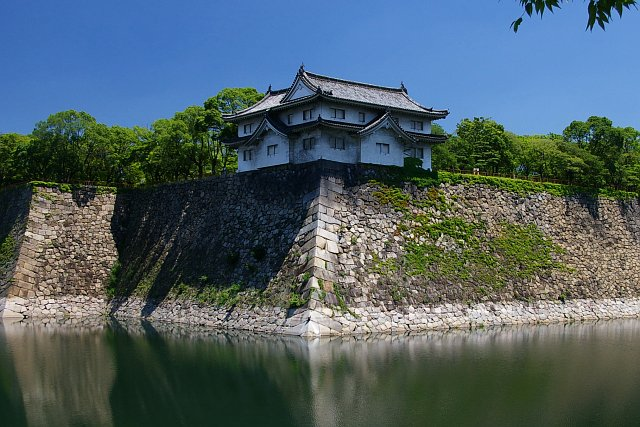
現在の外堀
（豊臣期の二の丸堀）

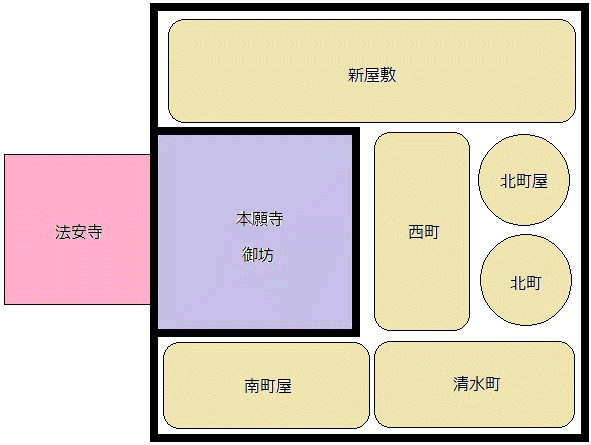
寺内六町構成概念図

大坂本願寺の規模に関しては、現在の大阪城の本丸、二の丸、三の丸あたりとか、大阪城の80%程度と曖昧な表現がされていた。しかし、規模に関しては史料から2つ引用されている。一つは『 信長公記』で、
| 「                           | 抑も大坂は凡日本一の境地也。（中略）加賀国より城作を召寄、方八町に相構 | 」 |
| —信長公記 巻十三（天正八年） |                                                                        |    |

と伝える「八町説（約872 m）」と、もう一つは『宇野主水日記』で
| 「                                 | 中嶋天満宮ノ会所ヲ限テ、東ノ河緑マデ七町、北ヘ五町也。但屋敷ヘ入次第ニ、長柄ノ橋マデ可被仰渡云々。先以当分ハ七町五町也。元ノ大坂寺内ヨリモ事外広シ | 」 |
| —宇野主水日記 天正十三年五月三日条 | |    |

と伝える「七町（約545 m）×五町（約763 m）」説である。こちらは豊臣秀吉によって寺内町が天満に移され、その広さが七町×五町で、元の石山本願寺より広かったと記されている。この両史料の広さに関する記述に大きな隔たりがある。『摂津石山本願寺　寺町町の構成』では、宇野主水とは顕如の祐筆で石山本願寺を熟知しており、他の寺町と比較しても方八町説は法外に大きい等を指摘し、「『宇野主水日記』の記載の方が信憑性が高いと思われる」とし、『日本城郭大系』でも「実際は方八町もなかったのであろう」と「七町×五町説」が有力であるとしている。
石山本願寺の推定地は、現在の大阪城の二の丸周辺とされている。ルイス・フロイスの報告によると、
| 「                                    | 右は悉旧城の壁及び塀の中に築かれた | 」 |
| —ルイス・フロイス 1585年11月1日の報告 |                                    |    |

とあり、また『 大坂物語』によると、
| 「        | まことにたぐひなき名地なりとしつしおぼしめして、もとありしにやぐらをそへ、ほりをふかくほりて | 」 |
| —大坂物語 |                                                                                              |    |

とあり、豊臣氏大坂城は石山本願寺の要害を踏襲したと示している。また最近の発掘調査によると、二の丸大手門付近の地表はわずか20 - 30 cmで地下層にあたり、徳川氏大坂城の本丸については10 m近くも盛土され全面改修が行われているが、二の丸はほとんど盛土も行われず豊臣氏大坂城のものを部分的に改修して再用された可能性があり、さらに遡れば、石山本願寺の外堀も何らかの形で受け継がれた可能性がある。
石山本願寺の実際の規模を示す史料は現存していないが、石山本願寺を仮に方五町余の規模とした場合、『宇野主水日記』の条件を充たし、徳川期の二の丸、現在の外堀内側の面積にほぼ充当する。これらにより『摂津石山本願寺　寺町の構成』によると「石山本願寺を大阪城二の丸に充当することは、ありえぬ想定ではないと考える」としている。

「寺内町」も大きな発展を遂げていた。天文初年頃には、清水町、北町、西町、南町屋、北町屋、新屋敷の6町を数え、1535年（天文4年）頃には檜矢町、青屋町、1541年（天文10年）頃には造作町、横町が加わり、最盛期には10町が「寺内町」となり、寺域を含め完全な領主権を確保し、戦国大名に匹敵する独立王国を築きあげることになった。しかし、これら町屋の家族数や人数がどの程度の規模を擁していたかは明確になっていない。なお、大坂城北東の虎口・城門である青屋口・青屋門は青屋町の名残りとも言われる。寺内の生活は統制され、各町にある番屋には高札が掲げられていた。
|  |  |  |

### 防備

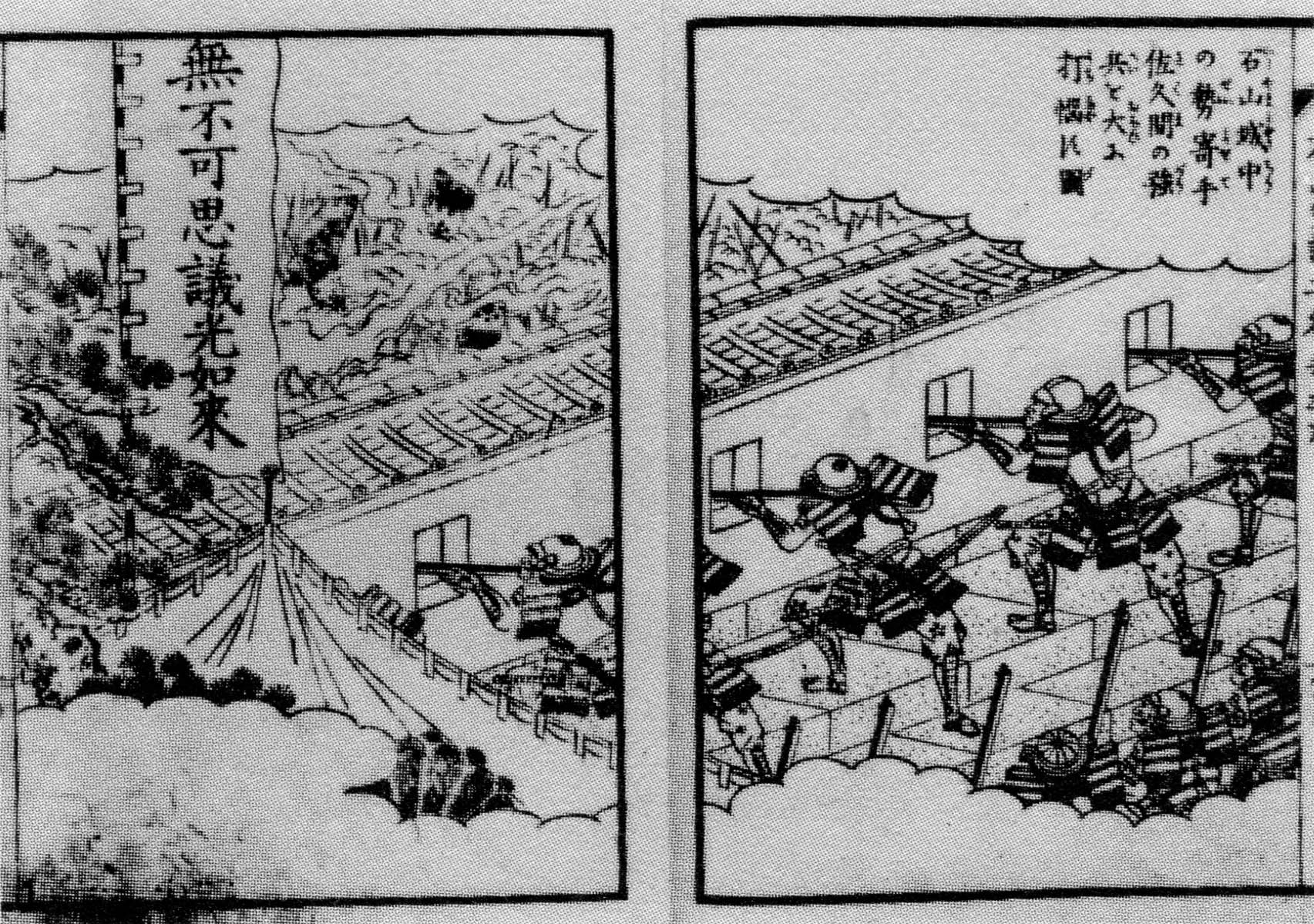
本願寺鉄砲隊［石山軍紀］
国会国立図書館所蔵

籠城戦が本格的になり始めたころ、石山本願寺は守りを強化する為、柵や五重の逆茂木、その内側には空堀、その外部には総堀を掘り、櫓を建てそこに鉄砲隊を配置していた。『天文日記』には、
| 「                             | 自夜半計至今日已尅、暴風駛雨以外也。所々屋根共吹逃、松木等吹折、寺中之櫓悉吹倒之、只五相残。言語道断之次第也 | 」 |
| —天文日記 天文十年八月十一日条 | |    |

とあり、1541年（天文10年）には櫓の数もかなりの数があったようで、石山本願寺の城郭としての基礎も整っていた。
また石山本願寺は51城に及ぶ支城を配し防御面を強化していた。高津城、丸山城、ひろ芝城、正山城、森口表城、大海城、飯満城、中間村城、鴫野城、野江城、楼ノ岸城、勝曼城、木津城、難波城、本庄城が『信長公記』や『陰徳太平記』に記載がある。また、三津寺砦、穢多崎砦、天王寺砦、蘇我子城、新堀城なども51城に数える事が可能との指摘もあるが、51城の全貌については不明である。

## 日常

### 番衆
石山本願寺の防衛軍として戦闘し、また日常の警備のため上番してくる門徒は「番衆」と呼ばれていた。この制度は山科本願寺時代より制度化され、石山本願寺時代に更に充実されている。堂舎の維持管理を行う「御堂番衆」と呼ばれる者もいたが、警備は番衆が行っており、石山本願寺の「大鼓番屋」（太鼓）と呼ばれる場所に詰めて平時でも300兵前後が常駐していた。「太鼓」という名称から、寺内町の合図や時刻を知らせるのも彼らの任務の一つであったと考えられている。弓矢、鑓などの武具は自ら用意し、食料も自弁する「自兵粮衆」、「自飯米衆」と別称で呼ばれていた。これらは個人で用意するのでなく国元から別送されている場合もあった。番衆は、宗主から元旦に挨拶をうける事になっており、弓持衆、鑓持衆、荷持衆に分かれていた。また「加賀十人組衆」、「加賀石川郡米富」、「河原十人衆」などが記録にみえ、加賀国では郡規模で組を編成して上番していたと思われる。平時の番衆は、「寺内町」や近所の法安寺で喧嘩がおこった時の仲裁や、土木工事にも従事していた。

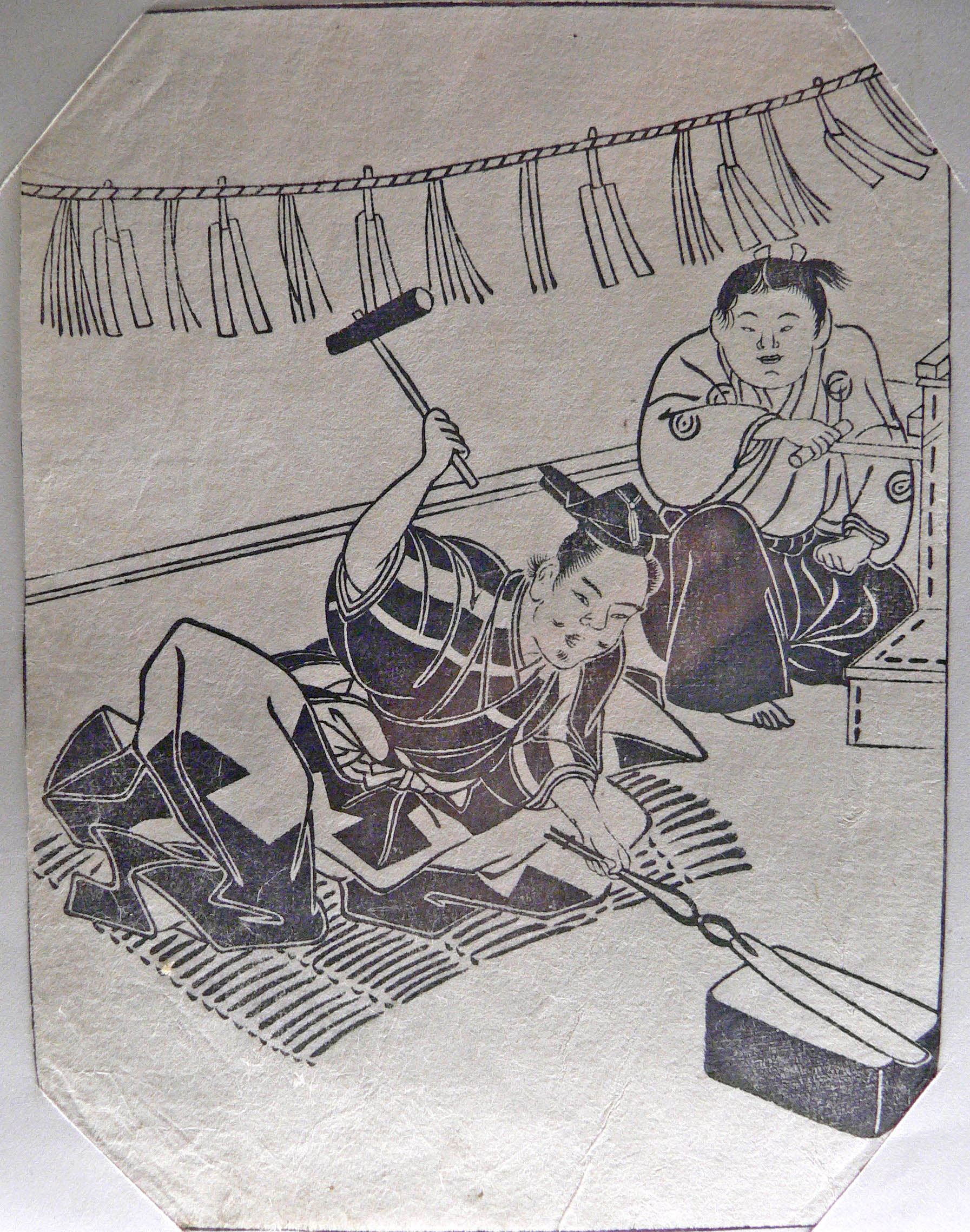
刀鍛冶

### 刀鍛冶集団
番衆のすべてが、武器、武具、食料を自弁していたわけではない。出身地から銭が送金され、石山本願寺で購入する場合もあった。寺内町はそのような需要にも応える事が出来たと思われている。中島周辺には南北朝時代に刀剣生産地があり、室町時代初期には天王寺周辺に移り住み、年ごとに四天王寺に公事銭を納入していた事が記されている。これら刀鍛冶集団は石山本願寺とも結びつきが強いと推定されている。また、石山本願寺の東部にある河内国北部にも刀鍛冶集団がいた。最も顕著だったのは、堺とその周辺にある刀鍛冶集団が特に結びつきが強いと思われている。これらは現存するものも多く、小ぶりながらも入念に鍛えられ「摩利支尊天」と彫物のある作品もある。技術的には「大和物」、「山城物」とそん色ないと言われている。しかし、これら石山本願寺に刀や槍を供給した刀鍛冶集団は石山本願寺滅亡と共に離散し、新刀を伝える伝統を確立することはできなかった。

### 鉄砲

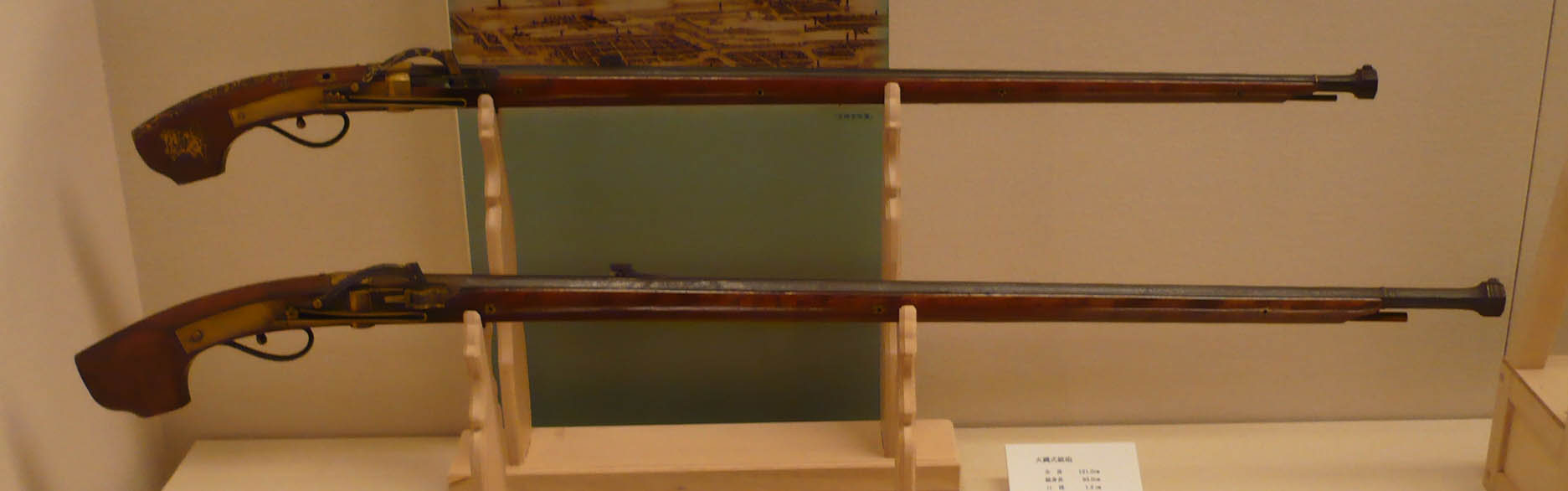
火縄銃/尼信博物館所蔵

石山本願寺は鉄砲を兵器として数多く使用したが、文献上の初見は天文20年（1551年）12月6日の事で、証如の側近が雁を鉄砲で撃ち落とし証如に献上し、石山本願寺の北殿で雁汁がふるまわれたと『私心記』に見える。この下りは狩りの道具として使用されたが、石山本願寺はこの時代より鉄砲を所持しており、堺や雑賀衆を通じて容易に調達できる事が推察されている。

### 大坂並

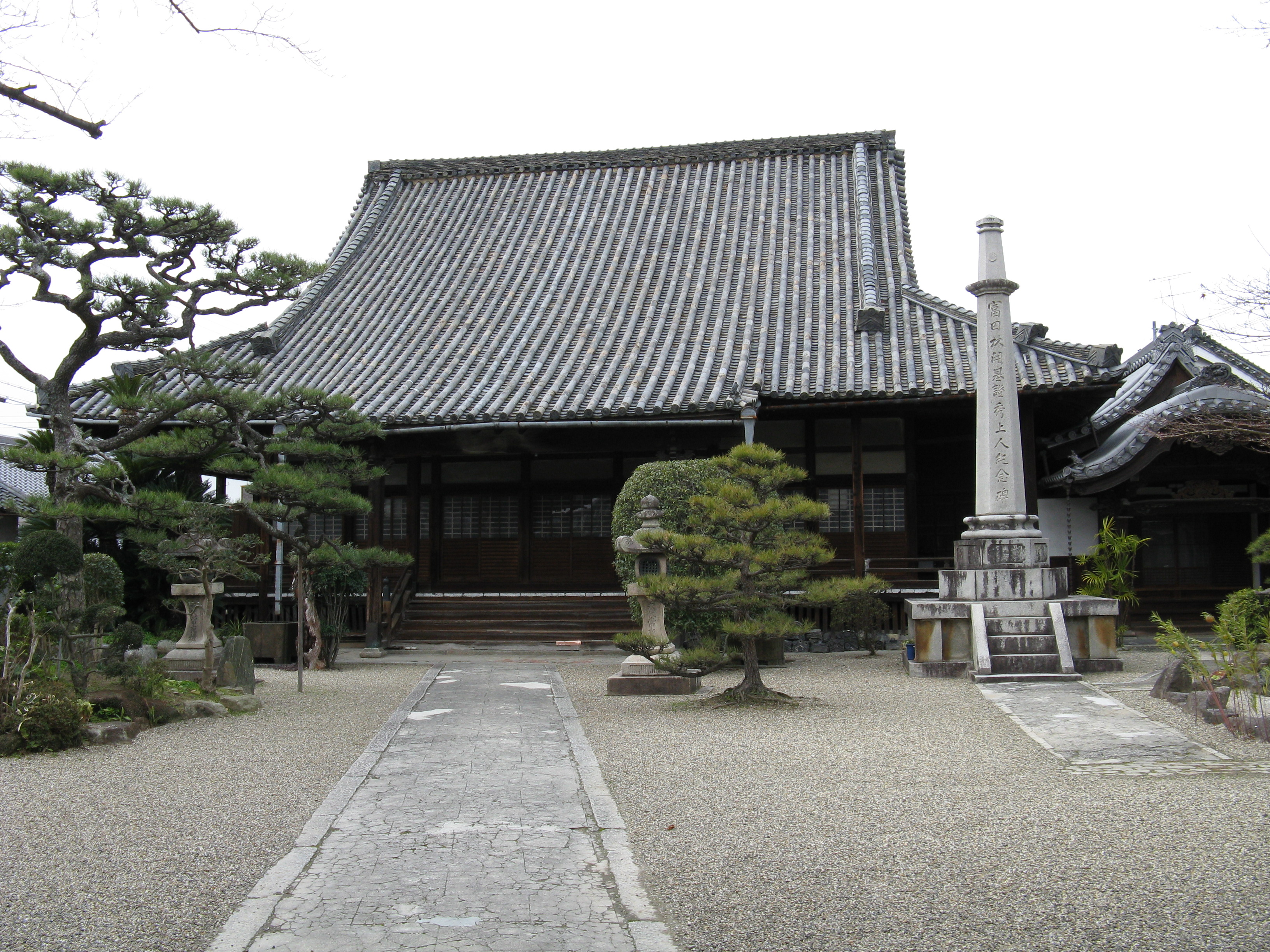
興正寺別院
富田林寺内町の中央部にあたる

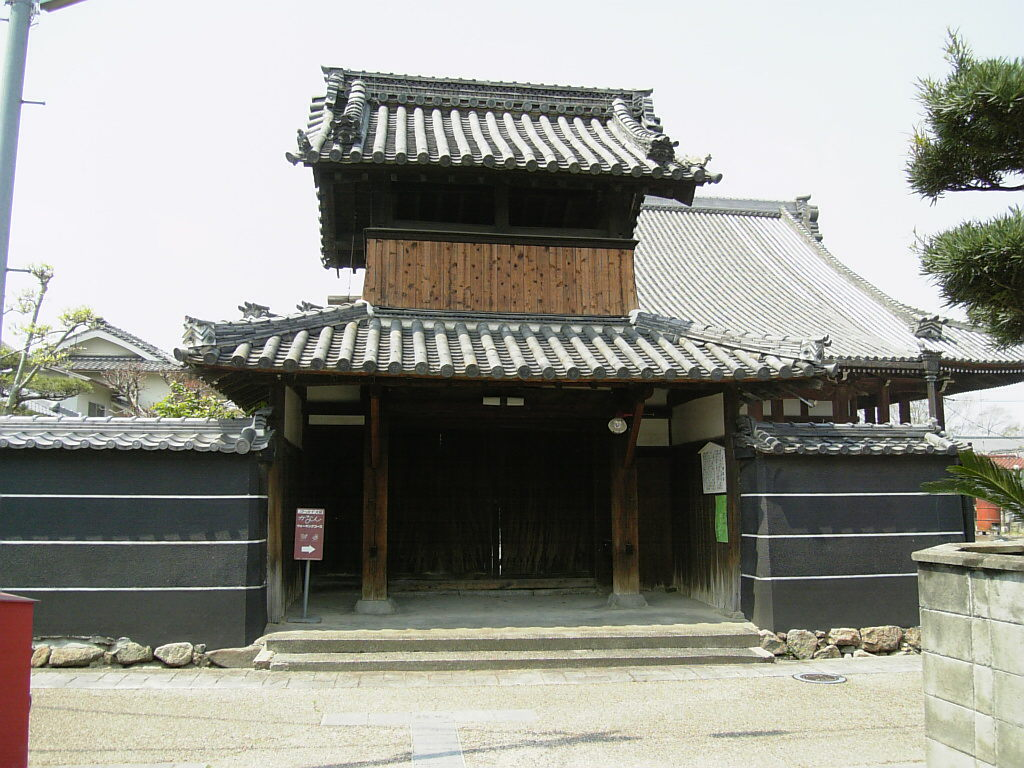
顕証寺山門
大ケ塚寺内町にある

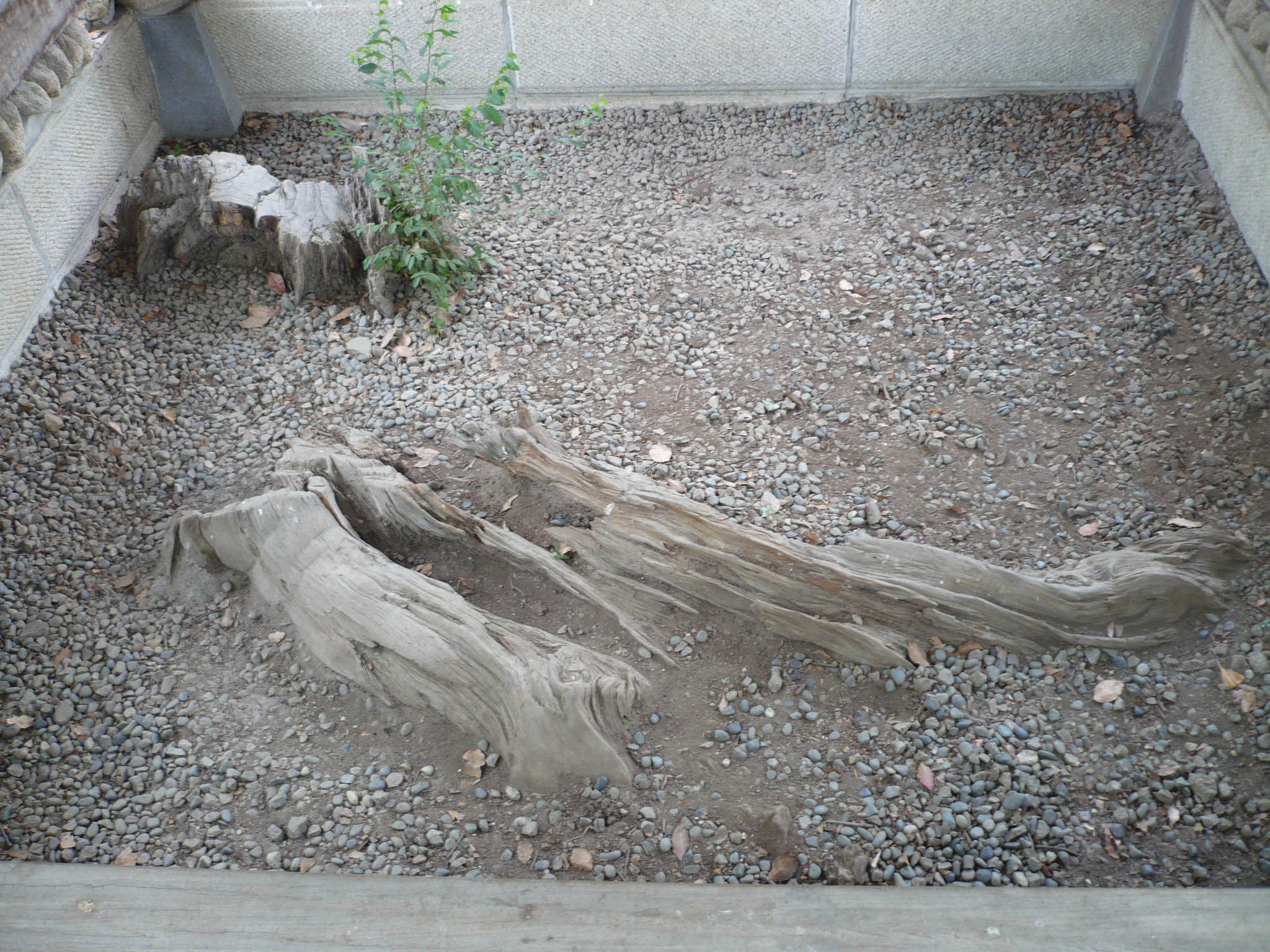
蓮如上人袈裟がけの松
現在の大阪城二の丸に位置する

#### 石山合戦前
石山本願寺は本願寺周辺にあった「寺内町」のみが支えていたわけではなく、摂津国、河内国、和泉国の寺内町も石山本願寺を支え、支えられていた。このような寺内町ネットワークの事を『寺内町と城下町』などでは「大坂並」体制と呼んでいる。その一つが富田林寺内町である。富田林寺内町では近年発掘調査が行われ、町の周辺部で18世紀の遺構しか発見できなかったことから、戦国時代の「寺内町」は一回り小さかった可能性が指摘されている。その小さかった富田林寺内町は、河内国の守護畠山氏の家臣安見宗房の禁制によって特権が与えられた。
| 「                                         | 定む 富田林道場 一、諸公事免許の事 一、徳政行うべからざる事 一、諸商人座公事の事 一、国質、所質ならびに付沙汰の事 一、寺中の儀、いずれも大坂並たるべき事 右の条々、堅く定め置きかれおわんぬ。もし、この旨に背き、違犯の輩においては、たちまち厳科に処せらるべきものなり。よって下知くだんのごとし。 永禄三年三月日 美作守 | 」 |
| —安見宗房の禁制 （京都大学所蔵杉山家文章） | |    |

とある。この禁制に記されている富田林道場とは後の富田林興正寺別院の事で、永禄三年とは1562年（永禄5年）の誤記、美作守は安見宗房の事を指している。第一条にある「諸公事」とは守護が賊課する税、第三条にある「座公事」とは商人に対する営業税のようなもので、それぞれ徴収を免除している。第二条にある「徳政」とは債権債務を無効にするが、都心部では債権者が多い為、徳政が発令されると経済的打撃を受けることになり、徳政から除外するための保障を与えている。第四条にある「国質」、「所質」、「付沙汰」とは債権を回収するシステムの事で、これらを使い度々武士が暴力的に債権の取り立てがおこなわれた。そうなると市場が混乱し商人が寄り付かなくなるため、このような質取り行為を禁止している。このような特権はそれぞれの地域の武家権力から獲得していた。禁制を獲得するのに多額の礼金が必要であった為、数は少なく大規模な寺社門前町しか特権を得ることは出来なかった。しかし、富田林寺内町は規模が小さかったのに禁制を獲得している。これは第五条にある「大坂並」で、石山本願寺の寺内町と同じ待遇を富田林寺内町にも認めるというなり充実した特権を獲得できた。
富田林寺内町以外に史料で確認できる「大坂並」と呼ばれる「寺内町」として、大伴（富田林市）、大ケ塚寺内町（河南町）、塚口（尼崎市）、名塩（西宮市）、小浜（宝塚市）、富田（高槻市）、枚方（枚方市）、招提（枚方市）、久宝寺（八尾市）、貝塚（貝塚市）などがある。これらは現在の大阪府下に石山本願寺を中心とする「衛星寺内町」郡が展開され、これらの大半が富田林寺内町と同程度の特権を獲得していた。戦国時代には大阪平野に寺内町ネットワークが張り巡らされ、政治、軍事、経済、宗教が一体となった社会体制であった。

#### 石山合戦後
石山本願寺は、織田信長との戦い（石山合戦）となった時に長島一向一揆衆や雑賀衆などが応援として駆けつけていたが、大坂並と呼ばれた「寺内町」で、実際に本願寺方として兵力を出した事が確認できるのは、萱振（八尾市）、貝塚（貝塚市）のみである。それ以外の大坂並と呼ばれた「寺内町」、特に富田林寺内町では、
とある。これは野田・福島の戦いの直後に織田信長が富田林寺内に出された朱印状で、内容は、本願寺顕如の側近であった下間頼総のせいで戦闘となったが、富田林は石山本願寺に味方しないのは神妙で、その安全は保証し「寺内の儀、いささかも別条あるべからず」とあることから特権はそのまま継続された。また1572年（元亀3年）には新たな禁制を与えている。富田林寺内町と織田信長は同盟関係にあった。すべての大坂並と呼ばれた寺内町が石山本願寺に加担したわけではなかった。

## 寺院跡へのアクセス
- 鉄道でのアクセス
  - Osaka Metro（谷町線・中央線）谷町四丁目駅
  - 徒歩約15分
- 車でのアクセス
  - 阪神高速道路東大阪線 法円坂出入口
  - 大阪城有料駐車場有り